# اسدالله یمین اسفندیاری
میرزا اسدالله خان یمین‌ اسفندیاری (۱۲۶۳ -درگذشت ۱۳۳۶ خورشیدی) ملقب به یمین‌الممالک که نام خانوادگی یمین اسفندیاری برگزید، دیپلمات دوره قاجار و از کارگزاران فرهنگی، اقتصادی و دولتی و قانونگذار دوره پهلوی بود.

## پیشینه خانوادگی
یمین‌الممالک از خاندان اسفندیاری مازندران بود. در سال ۱۳۰۶ قمری (۱۲۶۷ یا ۱۲۶۸ خورشیدی) به دنیا آمد. پدرش میرزا جعفرخان یمین‌الممالک دیپلمات دوره قاجار و مادرش دختر دکتر علی‌نقی خان حکیم‌الممالک پزشک تحصیلکرده فرانسه و طبیب مخصوص ناصرالدین شاه بود که از خانواده‌ای یهودی بود که به اسلام گرویده بودند. املاک او در شرق تهران، اکنون به نام او حکیمیه نامیده می‌شود. حاج محتشم‌السلطنه اسفندیاری از رجال بزرگ دوره قاجار و پهلوی نیز عموی یمین‌الممالک بود.

## دوره قاجار
در مدرسه سن‌لویی و دارالفنون درس خواند و وارد خدمت وزارت امورخارجه شد. ابتدا برای خدمت در کنسولگری ایران به تفلیس رفت و پس از بازگشت در اداره عثمانی مشغول به کار شد. سپس به معاونت و ریاست اداره کل تذکره رسید. سمت بعدی‌اش ریاست یکی از شعب محاکمات وزارت امورخارجه بود. اداره محاکمات وزارت خارجه مسئولیت رسیدگی به امور حقوقی و کیفری اتباع بیگانه را به عهده داشت که از کاپیتولاسیون برخوردار بودند.
میرزا اسدالله در همین سمت بود که مرتضی‌قلی خان صنیع‌الدوله وزیر مالیه در پانزدهم بهمن ۱۲۸۹ هنگامی که در راه تقدیم اولین بودجه کشور به مجلس بود، به دست یک گرجی و همدست ارمنی او به قتل رسید که هر دو تبعه روسیه بودند. رسیدگی به این پرونده را او عهده‌دار شد.
میرزا اسدالله سپس به عضویت کمیسیونی برگزیده شد که مأموریت یافت در کردستان به شناسایی و تفکیک تابعیت شهروندان ایران و عثمانی بپردازد. او معاون و سپس سرپرست این کمیسیون بود. در دوران جنگ جهانی اول که بیش از بیست هزار قشون روس در سلطان آباد عراق (اراک) مستقر بودند، به عنوان کارگزار (مسئول امور حقوقی اتباع بیگانه) به این شهر فرستاده شد. خودش دربارهٔ این دوره از مأموریتش گفته‌است:

«در آن موقع چاروادارهای همدانی که زیر توپخانه دولت امپراطوری روس بودند، می‌رفتند در دهات و صدمات زیاری به مردم می‌زدند و چه مالهایی را که از آن دهات می‌آوردند به شهر و توی انبارهای جو و کاه قشون روس مخفی می‌کردند و می‌فروختند. بنده بودم که دادم آن انبارها را باز کردند و تمام انبارها را ریختند بیرون و تمام مال مردم را به صاحبانش دادم و در توی چهار سوی عراق چاروادارهای همدانی را دادم بستند به سه‌پایه و تنبیه کردند».

در همین دوران جنگ جهانی اول در سال ۱۲۹۶ خورشیدی بود که پدرش هنگام عبور از خیابان شاه آباد (جمهوری اسلامی کنونی) تهران، هدف حمله شخصی شد که او را با حاج یمین‌الملک وزیر مالیه اشتباه گرفته بود و با تیشه ضرباتی به او زد که باعث شد پس از یک هفته در بیمارستان آمریکایی فوت کند. پیش از مرگ به برادر کوچکترش حاج محتشم السلطنه و پسرش وصیت کرد از مجازات قاتل صرف نظر کنند. پس از درگذشت پدر، لقب او (یمین‌الممالک) را به ارث برد.
سمت بعدی یمین‌الممالک، کارگزاری وزارت خارجه در اصفهان بود، جایی که به گفته خودش:

«در موقعی که قحطی بود در موقعی که قشون دولت امپراطوری روس در آنجا بود و با چه وضعی با مردم رفتار می‌کردند، بنده در آنجا وقتی وارد شدم دیدم نسبت به بی بی مریم [بختیاری] که یکی از بزرگترین و شریفترین اشخاصی بود که باید جامعه نسوان ایرانی به وجود این زن افتخار کنند، مال ایشان را غارت کردند و اول کاری که کردم شرحی بود که راجع به مال ایشان به قونسولگری دولت امپراطوری نوشتم و ایستادگی کردم برای حفظ حقانیت ایشان و من کسی بودم که در اصفهان برای خاطر یک حاکم مقتدری و یک رئیس اداره ایستادگی کردم و گفتم که یک حاکم حق ندارد به یک رئیس اداره توهین بکند یا جای ما است یا جای ایشان».

یمین‌الممالک سپس کارگزار وزارت امورخارجه در بنادر جنوب و پس از آن در سال ۱۳۰۴ خورشیدی حاکم بنادر جنوب شد. در این سمت مأمور سرکوب شورش‌های شیوخ عرب و همچنین جلوگیری از بسته شدن قرارداد میان خوانین کشکولی با انگلیسی‌ها شد که می‌خواستند برای بهره‌برداری از نفت در املاک خود با آن‌ها معامله کنند. او پس از پایان مأموریتش در جنوب به عنوان سرکنسول قفقاز به تفلیس فرستاده شد.

## دوره پهلوی
در سال ۱۳۰۷ که برنامه اعزام دانشجو به خارج آغاز شد و نخستین گروه صد نفره از محصلین ایرانی به اروپا اعزام شدند، یمین اسفندیاری به سرپرستی آنها منصوب شد و در پاریس اقامت گزید. پس از بازگشت، حاکم مازندران شد. در زمان وزارت مالیه علی‌اکبر داور به این وزارت‌خانه رفت و در تأسیس شرکتهای دولتی با داور همکاری کرد و در تشکیل و مدیریت شرکت تلفن، شرکت ابریشم، شرکت آبیاری و شرکت ساختمانی دست داشت.
عملکرد یمین اسفندیاری بسیار اسباب رضایت رضا شاه بود تا جایی که بی آنکه متصدی سفارتخانه‌ای باشد با صدور فرمانی به او عنوان «سفیر کبیر» داد. در واپسین ماه‌های سلطنت رضا شاه، یمین اسفندیاری وارد سیاست شد و در انتخابات مجلس شورای ملی شرکت جست. او از بابل نامزد نمایندگی شد. انتخابات این حوزه که همه شرق مازندران (آمل، بابل، نور و تنکابن) را در بر می‌گرفت از ۲۸ تیر ۱۳۲۰ آغاز شد و او با کسب ۸۰۲۹ رأی از مجموع ۳۸۰۹۲ رأی که به صندوق ریخته شد به عنوان یکی از سه نماینده بابل به مجلس راه یافت (دوره سیزدهم).

## دفاع از حق رأی زنان
یمین اسفندیاری در دوره‌های چهاردهم و پانزدهم نیز از بابل به نمایندگی مجلس شورای ملی انتخاب شد. در آخرین روزهای دوره پانزدهم که لایحه اصلاح قانون انتخابات در مجلس به شور گذاشته شده بود، دفاع یمین اسفندیاری از حق رأی زنان و حمایت او از کشف حجاب به زد و خورد در مجلس انجامید. او پیشنهاد کرد به زنان نیز حق رأی داده شود و در دفاع از پیشنهاد خود گفت:

«صحبت نسوان که می‌شود، فریادمان بلند می‌شود، مشتمان را روی میز می‌زنیم به این که چرا اسم نسوان را می‌بریم. در صورتی که الان مشاهده می‌کنیم خواهران ما اینجا نشسته‌اند (با اشاره به جایگاه تماشاچیان) و اگر از برکت خدمات اعلی‌حضرت فقید نبود این بدبخت‌ها در توی حجابی بودند که …
ٰ
در اینجا اعتراض شماری از نمایندگان به پا خاست و نطق او را متوقف کردند. قائم‌مقام‌الملک رفیع نماینده طالش خطاب به او فریاد زد: «مردکه خفه شو». معتمد دماوندی نماینده بندر پهلوی فریاد زد: «برخلاف دین چرا حرف می‌زنی. تو دین نداری مردکه بی‌دین». نورالدین امامی نماینده خوی فریاد زد: «مزخرف می‌گویی. بیا پائین. آقای رئیس این را بیرونش کنید».
در این میان عده‌ای از نمایندگان و حتی عده‌ای از بیرون تالار مجلس وارد شدند و به او حمله کردند و مجلس به هم ریخت. پس از پایان درگیری، یمین‌الممالک ناچار شد پیشنهاد خود را پس بگیرد.
در سال ۱۳۲۸ اسفندیاری به عضویت مجلس مؤسسان دوم انتخاب شد که اصلاحاتی در قانون اساسی کرد. در همین سال به نمایندگی تهران در نخستین دوره مجلس سنا انتخاب شد و در دوره بعد نیز تا هنگام مرگ سناتور مازندران بود.

## بستگان نامدار
آقا رضا خان اقبال‌السلطنه عکاس معروف دوره قاجار عموی مادرش بود. مورخ‌الدوله سپهر نویسنده و سیاستمدار اواخر دوره قاجار و پهلوی و معتصم‌السلطنه فرخ از رجال دوره‌های قاجار و پهلوی، پسرخاله‌های یمین‌الممالک اسفندیاری بودند و مؤیدالسلطنه گرانمایه نخستین سفیر ایران در آلمان، شوهرخاله او بود. دایی‌اش میرزا رحیم فرزانه از نخستین کسانی است که در ایران از زبان انگلیسی به فارسی، کتاب ترجمه کرده‌اند.
یمین اسفندیاری با دختر عموی خودش معصومه خانم دختر عبدالله خان مستشارالوزاره ازدواج کرد و صاحب شش فرزند شد:
- مصطفی یمین اسفندیاری، در آلمان در رشته کشاورزی تحصیل کرد و در وزارت دارایی کار می‌کرد. فرزندان مصطفی هوتن، بیژن و ایرج یمین اسفندیاری نام داشتند.[۸]
- عبدالله یمین اسفندیاری
- محترم اسفندیاری (فخرالسلطنه) همسر عبدالحسین صدیق اسفندیاری (سفیر ایران در عربستان سعودی)[۹] مادر فریدون صدیق اسفندیاری
- احترام اسفندیاری، همسر دکتر حمید آهی (برادر مجید آهی)
- فرخ‌تاج یمین اسفندیاری، همسر اقبال
- فهیمه یمین اسفندیاری، خواننده، نویسنده و محقق فولکلور گیلان[۱۰]